# Das Tal der Puppen (Roman)

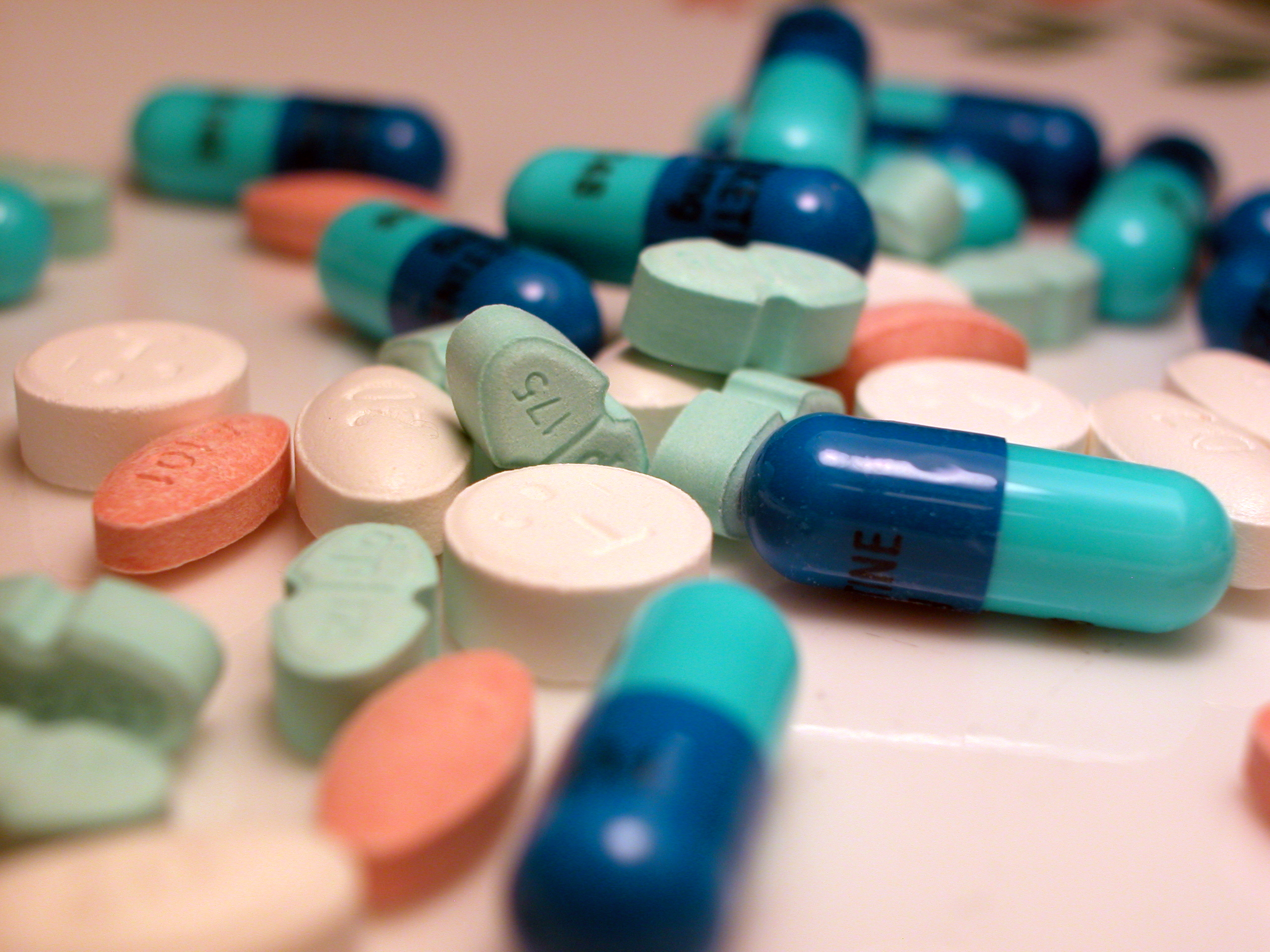
Die Puppen im Titel stehen für Schlaftabletten (das rezeptpflichtige Opiat Dolantin – Wortspiel mit „dolls“ – Puppen)

Das Tal der Puppen (englisch Valley of the Dolls) ist der erste Roman der amerikanischen Schriftstellerin Jacqueline Susann. Das Buch erschien am 10. Februar 1966 in den USA und war der meistverkaufte Roman dieses Jahres. Bis 2016 wurden mehr als 31 Millionen Exemplare verkauft.  Der Roman beschreibt das Leben von drei jungen Frauen im Show-Business über einen Zeitraum von 20 Jahren. Die Puppen im Titel stehen für Medikamente (das rezeptpflichtige Opiat Dolantin – Wortspiel mit „dolls“ – Puppen).

## Handlung
Im Jahr 1945 zieht die zwanzigjährige Anne Welles nach New York, um einem vorgezeichneten Leben in ihrer spießigen Heimatstadt Lawrenceville, Massachusetts zu entkommen. Sie findet eine Anstellung als Sekretärin von Henry Bellamy, einem Anwalt der Unterhaltungsbranche, in der Kanzlei Bellamy and Bellows, und ein bescheidenes Zimmer in einem Mietshaus. Dort wohnt auch die siebzehnjährige Varietétänzerin Neely (Ethel Agnes O’Neil). Sie ist Waise und tritt mit ihrer älteren Schwester, deren Mann und einem weiteren Partner als Tanzgruppe Die Gauchos auf.
Die als kühle Schönheit beschriebene Anne verabredet sich aus Einsamkeit und Mitleid mit dem unscheinbaren Allen Cooper, den sie in Bellamys Büro kennen gelernt hat und für einen erfolglosen Versicherungsagenten hält.
Als der blendend aussehende und von sämtlichen Sekretärinnen umschwärmte Anwalt Lyon Burke aus dem Krieg in die Kanzlei zurückkehrt, verliebt sich Anne in ihn, obwohl sie von Henry gewarnt wird, sich nicht mit Lyon einzulassen. Mit Hilfe von Allen Cooper gelingt es Anne, eine komfortable Wohnung für Lyon Burke zu finden. Dabei erfährt sie, dass Allen Cooper Millionär ist; ihm und seinem Vater Gino gehört quasi die halbe Stadt. Cooper macht Anne umgehend einen Heiratsantrag. Sie lehnt ausdrücklich ab und erklärt, dass sie ihn nicht liebt. Cooper lässt sich davon nicht beirren und schenkt Anne einen teuren Verlobungsring. In den Medien wird die Aschenbrödel-Geschichte schnell zur Sensation. Henry Bellamy beschwört Anne, die Chance zu ergreifen und will ihr sogar kündigen, falls sie Cooper nicht heiratet. Schließlich einigen sie sich darauf, dass Anne in eine Verlobung einwilligt, aber Cooper dazu bringt, mit der Hochzeit bis zu ihrer Volljährigkeit zu warten.
Wenig später lernt Anne Helen Lawson kennen, eine langjährige Klientin von Bellamy. Sie gilt als brillante, aber rücksichtslose Broadway-Legende, die den Zenit ihres Ruhms überschritten hat. Gegenüber der naiven Anne gibt sie sich verletzlich und einsam, sodass schnell eine Anschein von Vertrautheit zwischen ihnen entsteht. Die Gaucho-Truppe von Neelys Schwester wird für Helen Lawsons neueste Produktion Der siebente Himmel engagiert, doch es sind nur die drei anderen für den Auftritt vorgesehen. Anne nutzt ihre Verbindungen zu Helen und Lyon Burke, um auch Neely ein Engagement in der Show zu verschaffen. Weil Neely gut singen kann, springt sie kurzfristig für eine Hauptdarstellerin ein und wird quasi über Nacht als Neely O’Hara zum Star.
Während der Arbeit für Helen Lawsons Premiere ist die schöne Jennifer North in Erscheinung getreten. Sie wurde allein wegen ihrer attraktiven Kurven für die Show engagiert. Die Kanzlei von Henry Bellamy ist damit betraut, Jennifers Ehe mit einem verarmten ausländischen Prinzen annullieren zu lassen, und Anne freundet sich mit Jennifer an. Die Vorpremiere zu Der siebte Himmel findet in New Haven statt. Während der Reise geht Anne eine sexuelle Beziehung mit Lyon Burke ein, der ihr jedoch deutlich zu verstehen gibt, dass er sie nicht heiraten wird. Anne ruft am nächsten Tag Allen Cooper an, um die Verlobung zu lösen. Cooper reagiert schroff und will den zehnkarätigen Brillantring nicht zurücknehmen. Anne verkauft ihn und bittet Henry, das Geld für sie anzulegen. Nach Auflösung der Verlobung zeigt sich, dass Helen nur an Anne interessiert war, weil sie ein Auge auf Allen Coopers Vater Gino geworfen hatte. Nun will sie von ihr nichts mehr wissen und behandelt sie hämisch und abfällig. Anne zieht bei Lyon Burke ein, der sich künftig als Schriftsteller versuchen möchte. Er stellt ihr eine Heirat in Aussicht, falls sein erster Roman ein Erfolg wird.
Neely erlebt inzwischen einen kometenhaften Aufstieg als Sängerin. Sie heiratet einen Presseagenten und zieht mit ihm nach Kalifornien, wo sie eine Filmkarriere startet. Um abzunehmen, nimmt sie Appetitzügler, die aufputschend wirken, und Beruhigungsmittel, um schlafen zu können.
Nachdem unerwartet ihre Tante gestorben ist und ihr ein Haus vermacht hat, reist Anne nach Lawrenceville. Lyon ist von dem Haus und der Stadt begeistert. Er möchte dort leben und seinen Roman schreiben. Dazu ist er sogar bereit, Anne zu heiraten. Obwohl Anne Lyon liebt, weigert sie sich, New York zu verlassen und in Lawrenceville zu leben. Lyon trennt sich daraufhin von ihr und zieht nach England, um dort zu schreiben.
Jennifer North setzt auf ihre üppigen Rundungen – ihr einziges Kapital, wie sie glaubt. Von ihrer Mutter wird sie stetig daran erinnert, dass sie älter wird und ihr folglich nicht viel Zeit bleibt. Jennifer geht eine Liebesaffaire mit dem erfolgreichen Sänger Tony Pollar ein. Ihr Plan, seine Ehefrau zu werden, gestaltet sich schwierig, da Tony von Kindheit an mit seiner älteren Schwester Miriam zusammenlebt, die über seine Lebensplanung und seine Finanzen waltet. Ohne sie wagt er keinen Gedanken oder Schritt. Jennifer, die inzwischen Beruhigungspillen nimmt, um nicht die Nerven zu verlieren, muss Tony regelrecht nötigen, sie heimlich zu heiraten. Bald nach der Hochzeit wird Jennifer schwanger und Miriam bedrängt sie, das Kind abzutreiben. Sie konfrontiert Jennifer damit, dass Tony eine Erbkrankheit hat und in absehbarer Zeit geistig vollkommen abbauen wird. Miriam, die als seine Halbschwester nicht von der Krankheit betroffen ist, verhält sich nur deshalb bevormundend und knauserig, weil sie Tony in Unwissenheit lassen und seine Karriere nicht gefährden möchte. Jennifer stimmt der Abtreibung zu und reicht die Scheidung ein. Sie geht mit dem französischen Filmproduzenten Claude Chardot nach Europa, um dort in freizügigen Arthouse-Filmen aufzutreten, die in den Vereinigten Staaten als Softcore-Pornografie gelten.
Anne trauert indessen noch immer noch um Lyon Burke. Nachdem sie erfahren hat, dass er zwischenzeitlich in New York war, ohne sich bei ihr zu melden, kündigt sie ihren Job bei Henry Bellamy. Der Kosmetikhersteller Kevin Gillmore engagiert sie als Fotomodell und Darstellerin für Fernsehwerbung. Im Laufe der Zeit geht Anne eine stabile, aber eher leidenschaftslose Beziehung mit dem wesentlich älteren Gillmore ein.
Ein paar Jahre später, 1950, ist Neely eine etablierte, gefeierte Filmschauspielerin. Sie hat Zwillingssöhne mit ihrem zweiten Ehemann und lebt in einem luxuriösen Haus mit Swimmingpool. Aber Stress und die Abhängigkeit von Tabletten machen sich bemerkbar. Durch ihre Wutanfälle, Gewichtszunahme und Unzuverlässigkeit wird sie im Filmstudio zunehmend unbeliebt, da alle Filme das Budget überschreiten. Ihr zweiter Ehemann verlässt sie, der Studiochef droht, ihre Karriere zu beenden, wenn sie bei einer weiteren Aufnahme nicht mitmacht. Neely nimmt versehentlich eine Überdosis Schlafmittel. Sie erholt sich danach vollständig, kündigt aber ihren Filmvertrag.
Kevin Gillmore will Neelys Karriere retten, indem er sie in einer Fernsehshow für seine Kosmetik-Marke singen lässt. Neely ist den Anforderungen der Proben nicht gewachsen und nimmt eine Überdosis, um den Auftritt zu vermeiden. Anschließend verschwindet sie nach Europa.
Jennifer ist inzwischen 37 und plant die Fortsetzung ihrer Filmkarriere in den USA. Claude Chardot überredet sie zu einem Facelifting, um ihr Alter zu verbergen, da sie offiziell zehn Jahre jünger ist. Sie willigt in die Operation ein, nachdem sie in einer drastischen Schlafkur abgenommen und Hormoninjektionen in die Brüste erhalten hat. Drei Jahre später trifft sie Anne wieder und vertraut ihr an, dass sie sich mit Winston Adams, einem millionenschweren Senator, verlobt hat. Er ist Witwer, und sie freut sich darauf, zu heiraten und ein Kind zu bekommen. Eine Untersuchung bei Annes Gynäkologen ergibt, dass Jennifer Brustkrebs hat und nur eine Mastektomie ihr Leben retten kann. Jennifer ist überzeugt, dass Winston sie ohne ihre Brüste nicht mehr lieben wird. Sie flieht aus dem Krankenhaus, kehrt in ihr Hotelzimmer zurück und begeht dort mit Tabletten Suizid.
Kurz nach Jennifers Beerdigung taucht unerwartet Neely auf. Sie hat ihre Stimme verloren, offenbar durch psychische Probleme, Alkohol- und Tablettensucht. Nach einem verpatzten Selbstverletzungsversuch lässt Anne Neely in eine Entzugsklinik einweisen. Obwohl Neely anfangs unter den repressiven Regeln des Krankenhauses leidet, unterwirft sie sich ihnen widerwillig, um eine Chance auf Entlassung zu bekommen.
In der Zwischenzeit kehrt Lyon nach New York zurück und trifft sich wieder mit Anne, sehr zum Leidwesen von Kevin, der seit mehr als zehn Jahren mit Anne liiert und gerade erst von einem Herzinfarkt genesen ist. Anne ist nicht in der Lage, ihre Leidenschaft für Lyon zu überwinden, und obwohl Kevin sie anfleht, bei ihm zu bleiben, trennt sie sich schließlich von ihm. Neely erlangt ihre Stimme zurück, bei einem improvisierten Auftritt im Sanatorium singt sie mit Tony Polar, der dort anonym als Patient lebt und inzwischen völlig umnachtet ist.
Lyon möchte nach England zurückkehren, aber Anne nimmt Einfluss auf Henry, der sich zur Ruhe setzen und seine Kanzlei verkaufen möchte möchte. Henry soll Lyon dazu bringen, seine erfolglose Karriere als Schriftsteller und sein Leben in England aufzugeben und Partner in der Agentur werden. Hierzu leiht er Lyon Geld, das aber in Wirklichkeit von Anne zur Verfügung gestellt wird. Anne und Lyon heiraten, und Anne wird bald darauf schwanger.
Neely, die extrem dick geworden ist, plant nach ihrer Entlassung erfolgreich ihr berufliches Comeback als Sängerin auf der Bühne. Allerdings verlangt sie, dass Lyon ihr Presseagent wird und sie auf ihrer Comeback-Tour überallhin begleitet, Anne bleibt alleine mit dem Baby zuhause. Während der Tour gewinnt Neely allmählich ihre schlanke Figur zurück. Lyon erfährt von ihr die Wahrheit über das Geld und Annes Betrug. Aus Ärger darüber beginnt er eine schamlose Affäre mit Neely.
Anne muss hilflos zusehen, wie die besitzergreifende und durch ihren Erfolg arrogant gewordene Neely ihre Nächte mit Lyon verbringt, während sie sich um das Baby (das zwischenzeitlich krank wird) kümmern muss. Henry rät Anne, die demütigende Affäre abzuwarten und zu ignorieren. Er versichert ihr, dass Lyon von Neely bald genug haben und zu ihr zurückkehren werde. Um seinem Rat zu folgen und dies durchstehen zu können, wird schließlich auch Anne von Tabletten abhängig. Nachdem Lyon seine Affaire mit Neely beendet und diese als Klientin verloren hat, beginnt er eine neue Liaison mit einer jungen Nachwuchssängerin. Anne belauscht die beiden während einer Neujahrsparty 1965, und obwohl sie sich schließlich eingesteht, dass Lyon nie aufhören wird, Affären zu haben, versichert sie sich, dass sie ihn irgendwann nicht mehr so lieben wird, bevor sie wieder nach ihren Tabletten greift.

## Entstehungsgeschichte und Rezeption

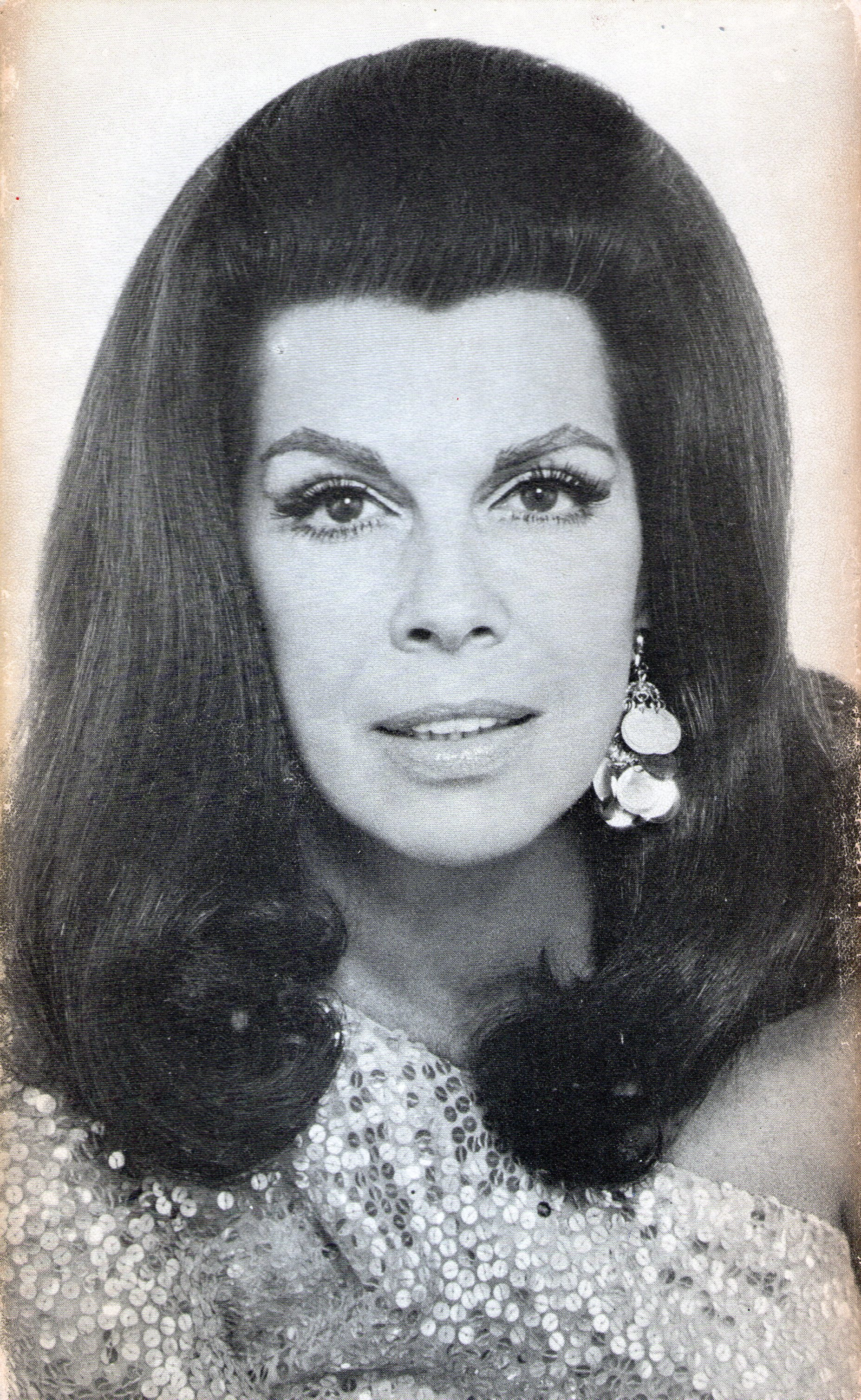
Jacqueline Susann

Jacqueline Susann, die selbst einige Jahre im Showbusiness war, plante schon länger einen Roman über den Drogenkonsum in dieser Branche zu schreiben. Die Figuren in Valley of the Dolls waren unverkennbar an bekannte Persönlichkeiten wie Judy Garland (Neely O’Hara), Dean Martin (Tony Pollar) und Ethel Merman (Helen Lawson) angelehnt. Obwohl der Roman von Literaturkritikern zerrissen wurde, stand er in den amerikanischen Hitlisten 59 Wochen lang auf Platz eins. Die Auflage erreicht schon nach drei Jahren weltweit über zehn Millionen Exemplare. Der Verkauf der Filmrechte erbrachte 1,5 Millionen Dollar – der höchste Betrag, der bis dahin für einen Filmstoff bezahlt worden war. Als das Buch 1967 in der Bundesrepublik Deutschland erschien, urteilte Der Spiegel:
„Die ehemalige Werbefilm- und Fernsehschauspielerin Jacqueline Susann hat ohne Schreibtalent und ohne Schreibbemühung einen Bestseller hervorgebracht. Sie gibt den Blick auf allerprimitivste Hollywood- und Broadway-Liebeleien und -Zänkereien frei. Die Siege und Enttäuschungen, die Eitelkeiten und Verzückungen der abgebildeten Karriere-Schönheiten sind auch für zurückgebliebene Leserinnen nachfühlbar. Die Romanverfasserin tritt nebenher als Pädagogin auf. Volksgunst und Sinnenglück kosten den Seelenfrieden: Die Puppen des Titels sind rezeptpflichtige Schlaftabletten.“
Die erste deutschsprachige Ausgabe erschien jedoch bereits 1966 im Lingen Verlag; eine Neuübersetzung von Elfriede Peschel kam 2018 unter demselben Titel bei HarperCollins in Hamburg heraus.

## Adaptionen

### Filme
Der Roman wurde 1967 unter der Regie von Mark Robson verfilmt. Die Hauptrollen spielten Barbara Parkins (Anne Welles), Patty Duke (Neely O’Hara), Sharon Tate (Jennifer North), Susan Hayward (Helen Lawson). Jacqueline Susann selbst hatte einen Cameo-Auftritt als Reporterin. Der Film war 1968 für einen Oscar in der Kategorie Beste Filmmusik nominiert. Sharon Tate erhielt im selben Jahr eine Golden-Globe-Nominierung als Beste Nachwuchsdarstellerin. Die Rolle der Helen Lawson sollte ursprünglich von Judy Garland gespielt werden, nach ersten Probeaufnahmen zeigte sich jedoch, dass sie gesundheitlich nicht in der Lage war, die Dreharbeiten zu bewältigen.
Wie bei Romanverfilmungen üblich, wurden Handlungen komprimiert bzw. weggelassen. Vor allem der Schluss wurde verändert. Im Film nimmt Anne Tabletten und ertrinkt im Rausch fast im Meer. Sie kehrt nach Neuengland zurück und lebt bei ihrer Tante Amy. Lyon folgt Anne nach Neuengland und bittet sie, ihn zu heiraten. Sie lehnt sein Angebot ab und bleibt glücklich ledig und unabhängig.
Aufgrund des Erfolgs der Verfilmung wurde Anfang 1968 von Fox in aller Eile eine Fortsetzung entwickelt, für die Susann den Titel Beyond the Valley of the Dolls (Jenseits des Tals der Puppen) vorschlug und einen Entwurf lieferte, in dem Anne Welles zum Fernsehjournalismus wechselt, während sie versucht, ihre Tochter alleine großzuziehen. Nachdem die Arbeit von zwei Drehbuchautoren nicht zu einem für die Fox zufriedenstellenden Ergebnis geführt hatten, entfernte man Jacqueline Susann und ihren Mann Irving Mansfield, der als Produzent vorgesehen war, aus dem Projekt.
Stattdessen drehte Russ Meyer 1970 eine parodistische Version der Geschichte nach einem Drehbuch von Roger Ebert, einem Filmkritiker der Chicago Sun-Times. Obwohl der Film Beyond the Valley of the Dolls (Blumen ohne Duft) ein bescheidener Kassenerfolg und später ein Kultklassiker wurde, führte er zu einer letztlich erfolgreichen Klage von Susann und zu mehr oder weniger peinlichen Auseinandersetzungen mit zukünftigen Fox-Verantwortlichen wegen der Nacktheit und Gewalt im Film. Aus rechtlichen Gründen wurden die Figuren im Film daher umbenannt.
Der ursprüngliche Roman wurde 1981 von Fox unter dem Titel Jacqueline Susann's Valley of the Dolls für das Fernsehen als neu adaptiert. Produzent der Miniserie war Jacqueline Susanns Witwer Irving Mansfield, Regie führte Walter Grauman. Darsteller in dieser Version waren Catherine Hicks, Lisa Hartman und Veronica Hamel.
1994 wurde eine Late-Night-Fernsehserie mit dem Titel Valley of the Dolls produziert, die lose auf dem Roman von 1966 basierte und 65 Episoden umfasste.

### Hörspiel
BBC Radio 4 strahlte im August und September 2005 eine Hörspielfassung mit 15 Episoden aus, die von Yvonne Antrobus geschrieben worden war.